# Morfovoúni
Morfovoúni, en grec moderne : Μορφοβούνι, est un village du dème du lac Plastiras, district régional de Kardítsa, en Thessalie, Grèce.
Selon le recensement de 2011, la population du dème compte 485 habitants.